# Baía de Luga

Litoral sul do Golfo da Finlândia.

A Baía de Luga (em russo:  Лужская губа) é um baía rasa próxima ao litoral sul da Rússia no Golfo da Finlândia. Ali não ocorre congelamento durante 326 dias por ano (89% do ano). A Península de Kurgalsky separa a baía da Baía de Narva a oeste, enquanto a Península de Soikinsky a separa da Baía de Koporye a leste. O Rio Luga deságua nessa baía nas proximidades de Ust-Luga.